# Pipiza nielseni
Pipiza nielseni är en tvåvingeart som beskrevs av Violovitsh 1985. Pipiza nielseni ingår i släktet gallblomflugor, och familjen blomflugor. Inga underarter finns listade i Catalogue of Life.